# Labelle (Québec)
Pour les articles homonymes, voir Labelle.
Labelle est une municipalité du Québec située dans la MRC des Laurentides dans la région administrative des Laurentides. La municipalité est membre de la Fédération des Villages-relais du Québec et s'est vu attribuer trois fleurons par Les Fleurons du Québec pour son embellissement horticole.

## Toponyme
Elle est nommée en l'honneur du curé Labelle.

## Histoire
Au XIXe siècle, le lieu se nomme Chute-aux-Iroquois ou Chute-des-Iroquois. Colonisée vers 1878, Labelle était identifiée comme la Ferme d'en Bas. La paroisse de La Nativité-de-Marie-de-Labelle est établie comme mission en 1878. L'érection du canton de Labelle en 1894 précède la municipalité de village, créée en 1902. En 1973, elle fusionne avec la municipalité du canton de Joly, créée en 1883, et devient alors l'actuelle municipalité de Labelle.

## Géographie
Le massif des Hautes-Laurentides forme plusieurs sommets, dont la montagne du Gorille, la montagne du Caribou et la montagne à Godard, de même que plusieurs lacs, notamment les lacs Labelle, Joly, Gervais et Nantel. La rivière Rouge traverse la municipalité du nord-ouest vers le sud-est. À partir du lac Labelle, dans les sud-ouest de la municipalité, la rivière Maskinongé coule vers le sud. La Petite rivière Cachée traverse le nord-est jusqu'à sa confluence avec la rivière Cachée, qui traverse la pointe est de la municipalité du nord vers le sud.

## Démographie
| 1991  | 1996  | 2001  | 2006  | 2011  | 2016  | 2021  |
| ----- | ----- | ----- | ----- | ----- | ----- | ----- |
| 2 090 | 2 256 | 2 272 | 2 258 | 2 445 | 2 477 | 2 479 |

| Année | Naissances | Décès | Mariages |
| ----- | ---------- | ----- | -------- |
| 2019  | 14         | 41    | 8        |

## Administration
Les élections municipales se font en bloc pour le maire et les six conseillers.
| Labelle Maires depuis 2005                                                                                           |                  |         |          |
| Élection | Maire            | Qualité | Résultat |
| 2005 | Gilbert Brassard |         | Voir     |
| 2009 | Gilbert Brassard | Voir    |          |
| 2013 | Gilbert Brassard | Voir    |          |
| 2017 | Robert Bergeron  |         | Voir     |
| 2021 | Vicki Emard      |         | Voir     |
| Élection partielle en italique Depuis 2005, les élections sont simultanées dans toutes les municipalités québécoises |                  |         |          |

## Éducation
L'école anglophone Académie Sainte-Agathe ((primaire et secondaire), à Sainte-Agathe-des-Monts, est géré par la Commission scolaire Sir Wilfrid Laurier et sert la municipalité.

## Images

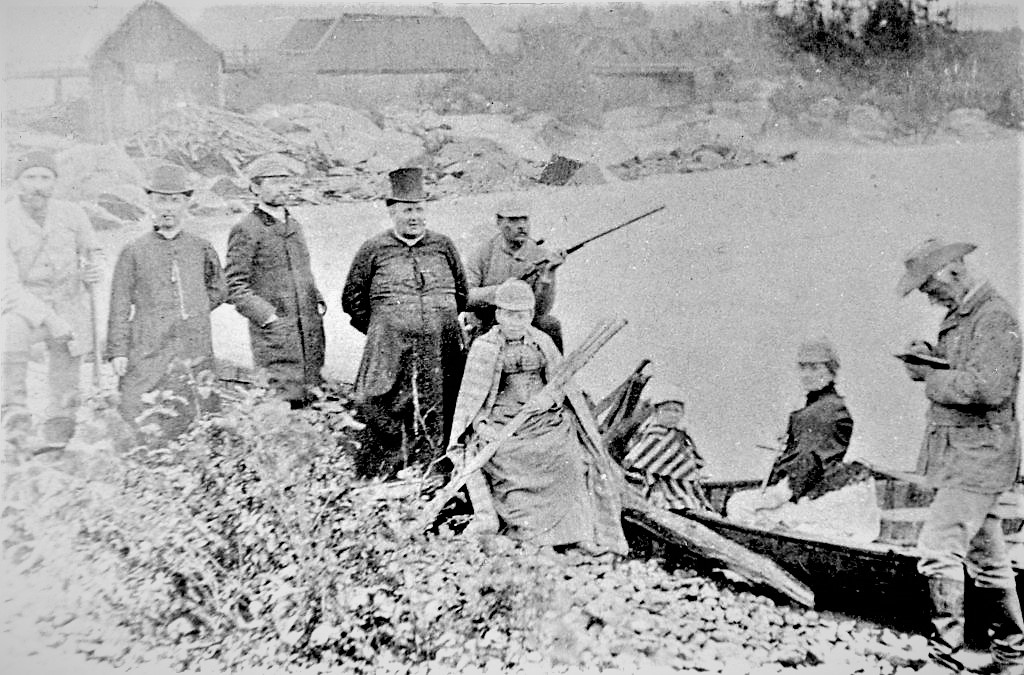
Visite du curé Labelle en 1889
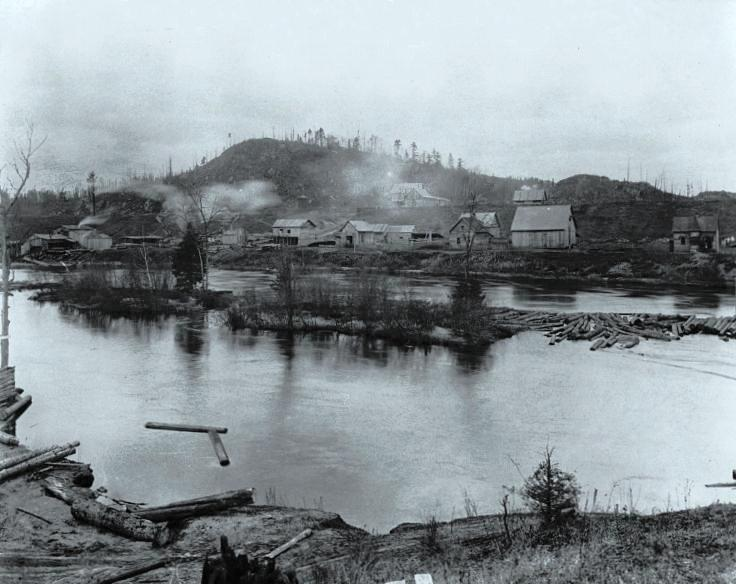
Labelle vers 1890
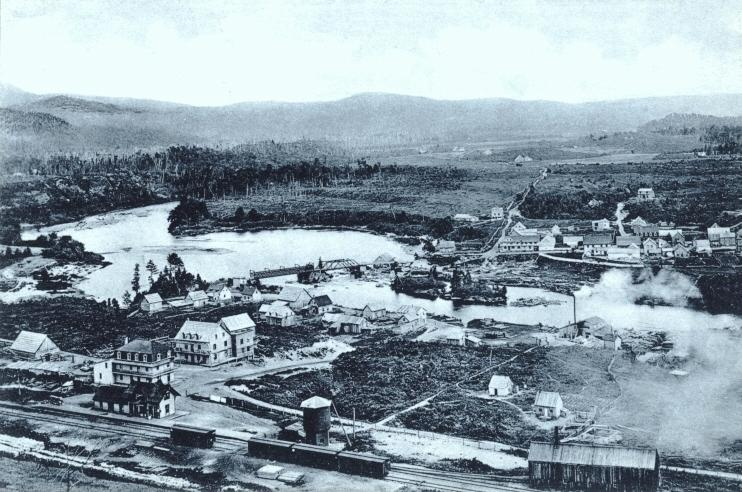
Labelle vers 1910